# 43224 Тоніпенса
43224 Тоніпенса (43224 Tonypensa) — астероїд головного поясу, відкритий 8 січня 2000 року.
Тіссеранів параметр щодо Юпітера — 3,326.